# Juan Alborná Salado
Juan Alborná Salado es periodista y escritor. Nació en el pueblo de Regla, La Habana, Cuba en 1936. Vive en EUA y es ciudadano de ese país.
Posee PhD en Literatura Creativa (Warnborough College, Reino Unido e Irlanda), Maestría en Español y Literatura (Universidad George Mason); dos BAs o Licenciaturas, en Ciencias Políticas y en Periodismo (St Thomas University); Diploma como Especialista en Literatura Comparada (BIU); Diploma en Literatura Inglesa (Oxford College ODL); Diploma en Radiodifusión (Miami-Dade Community College);  Ingeniero Técnico Industrial en Electricidad (Escuela Superior de Artes y Oficios de La Habana "Fernando Aguado y Rico"). 
Hombre de acción, además de intelectual, luchó contra la dictadura de Batista como líder estudiantil en la Escuela de Artes y Oficios de La Habana y como jefe de la resistencia urbana en Regla, por lo que a fines de 1958 tuvo que exiliarse en El Salvador. Regresó a Cuba en 1959, perteneció a la Sección de Capacitación Política, le ofrecieron un cargo de Attaché en el servicio exterior, pero disintió de la vía totalitaria tomada por Fidel Castro, que le costó dos arrestos en 1961 y nueve años de prisión política. 
Comenzó a escribir a los 12 años en un periódico escolar. Miembro fundador del Taller Literario de Regla, escribió para varias publicaciones en Cuba y fue corresponsal de Radio Guanabacoa. En prisión dirigió varios periódicos clandestinos hechos a mano, y fue miembro del Ejecutivo Central del socialdemócrata MRP o Movimiento Revolucionario del Pueblo, que había fundado en su poblado natal. Llegó a EUA en 1979 en vuelo de exprisioneros políticos. 
En los años 80s fue invitado a dos Congresos de Intelectuales Cubanos Disidentes por el intelectual Carlos Alberto Montaner. Y fue secretario de prensa y propaganda adjunto al Ejecutivo, de Cuba Independiente y Democrática (CID), del comandante Húber Matos. Escribió para el que fuera The Miami Herald en Español, fue Reportero y jefe de información en Unión Radio de Miami, primer editor de Radio Martí (VOA) en Washington D. C. y corresponsal para W-QBA de Miami, director de la revista Resúmenes, profesor en Universidad George Mason, y traductor de discursos del director del Censo en el Depto de Comercio en la capital. En secundaria ganó premio por biografía del prócer reglano Miguel Coyula, en 1983 su artículo Martí: Poder de Convocatoria fue laureado por el Colegio de Periodistas de Cuba en el exilio, y en 1985 le otorgaron placa en Radio Martí. Tiene testimonio en la obra El Presidio Político en Cuba Comunista (1982). En 1992 publicó su libro de ensayos Antirreflexiones con el artículo “La Primavera de Cuba” que dio nombre a la nueva oposición cubana. Su poema “A Red Christmas Rose” aparece en la obra The Colors of Life de la International Society of Poetry. En el 2003 su novela thriller El Oro de Manny Plaza fue finalista en el concurso del Instituto Cultural Iberoamericano Mario Vargas Llosa y publicada. En el 2010 publicó su obrita de relatos cortos Al borde de la genialidad. Ha sido invitado en el 2010 al Congreso de Escritores Hispanoamericanos por Miguel Ángel de Rus de Radio Exterior de España. Es miembro de la Sociedad de Honor Hispánica Sigma Delta Pi, de REMES (Red mundial de escritores en español), y miembro asociado del PEN American Center. Desde el 2005 es Editor General de la revista de literatura en Internet Literarias Siglo XXI, que aparece en el portal de la UNESCO.